# Magnicharters
La société Grupo Aereo Monterrey SA de CV, connue sous le nom commercial Magnicharters, est une compagnie aérienne dont le siège social est situé à Colonia Juárez, Cuauhtémoc, à Mexico. Elle exploite des vols intérieurs de vacances au départ de l'aéroport international de Mexico. 

## Histoire
L'agence de voyage Magnitur a été créée en 1984. Magnicharters a été créée en 1994 par la famille Bojórquez pour piloter les clients de Magnitur.  Ses opérations ont commencé en janvier 1995.  Se concentrant sur le marché du tourisme intérieur, elle dessert majoritairement les principales stations balnéaires du pays. 
Magnicharters est la première compagnie aérienne commerciale mexicaine à engager une femme en tant que pilote.  
En 2000, Magnicharters est autorisée à proposer des vols commerciaux (auparavant uniquement des charters et des vols cargo).  
En 2014, Magnicharters investi 2,5 millions de dollars pour développer sa flotte de 30 %. Cette année-là, la compagnie aérienne commence à desservir les États-Unis, depuis Monterrey à Las Vegas et Orlando.  
En juillet 2017, pour célébrer les 25 ans du Lucha Libre AAA Worldwide, Magnicharters a présenté 2 avions peints avec les masques de Dr. Wagner, Jr. et de Psycho Clown,. En décembre 2018, la compagnie aérienne a annoncé que Paquita la del Barrio était devenue le nouveau visage peint sur les avions de la compagnie.  

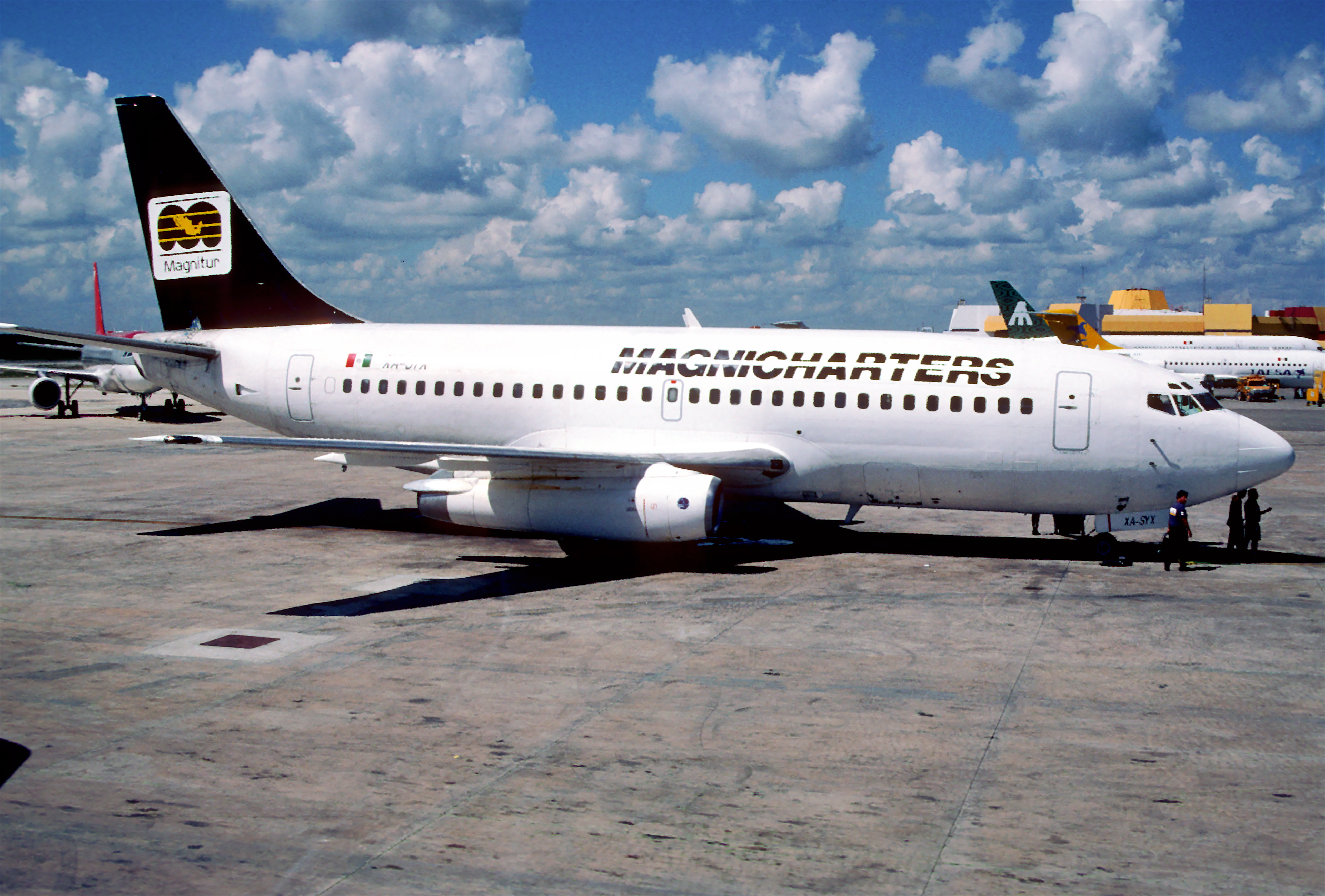
Un Boeing 737-200 Magnicharters en 1997

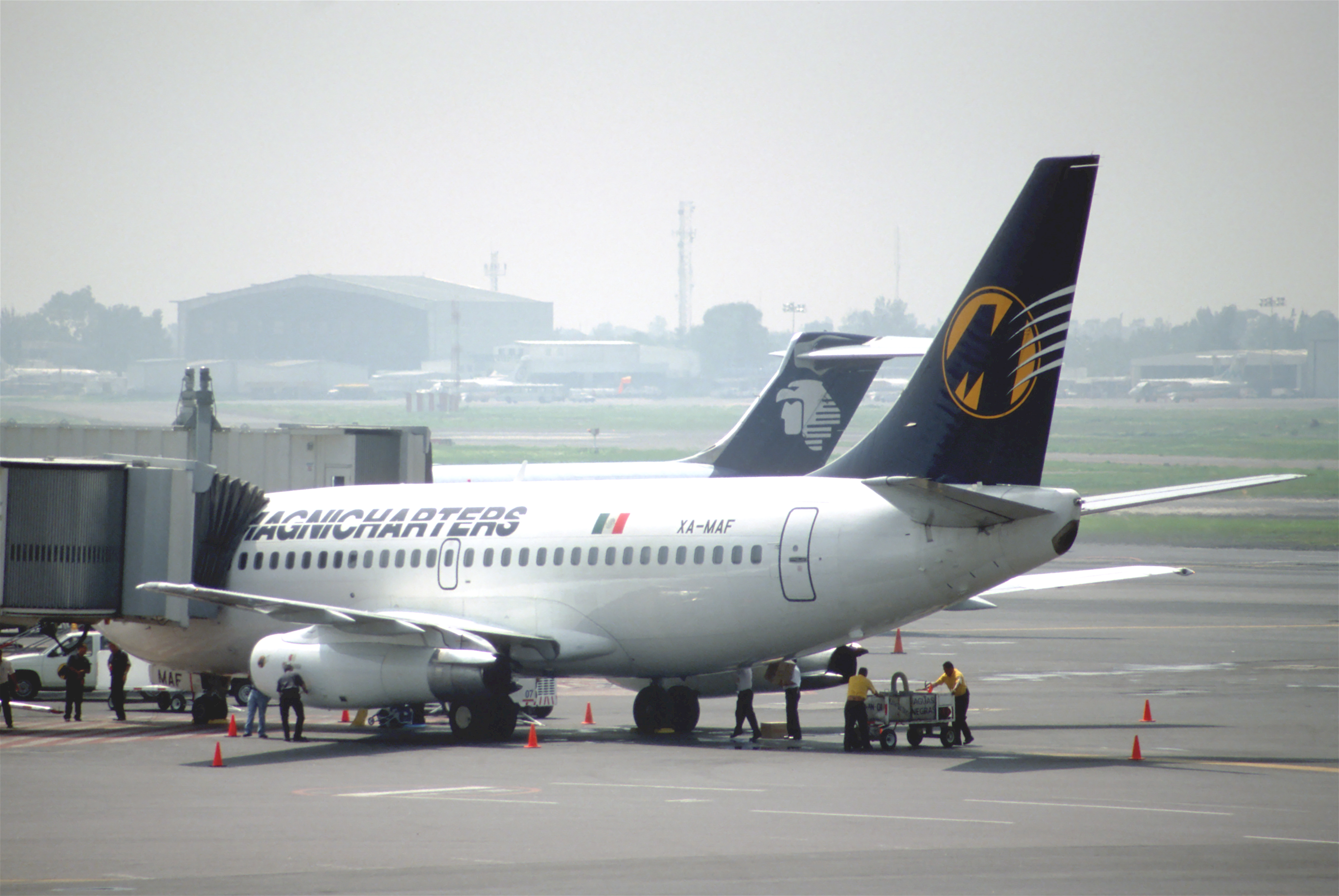
Un Boeing 737-2K9 Adv à l'aéroport international de Mexico.

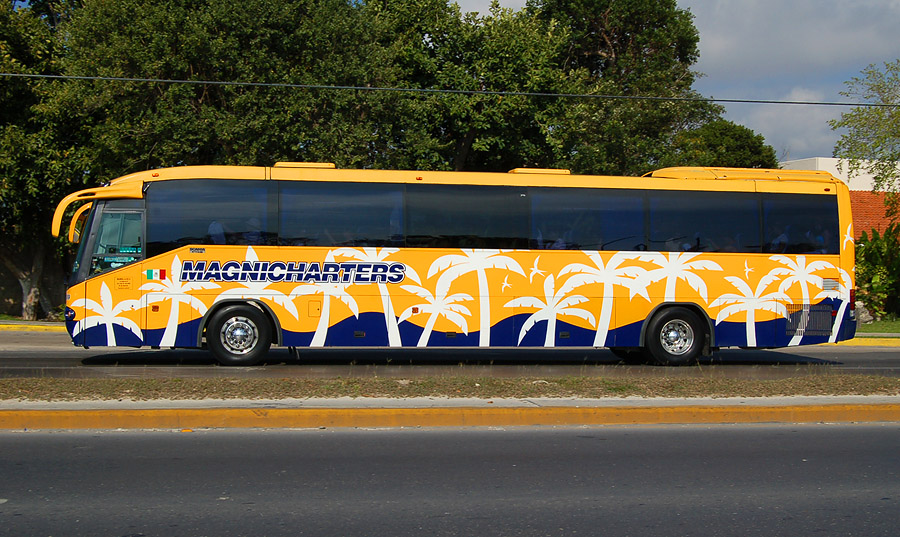
Navette Magnicharters à Cancún.

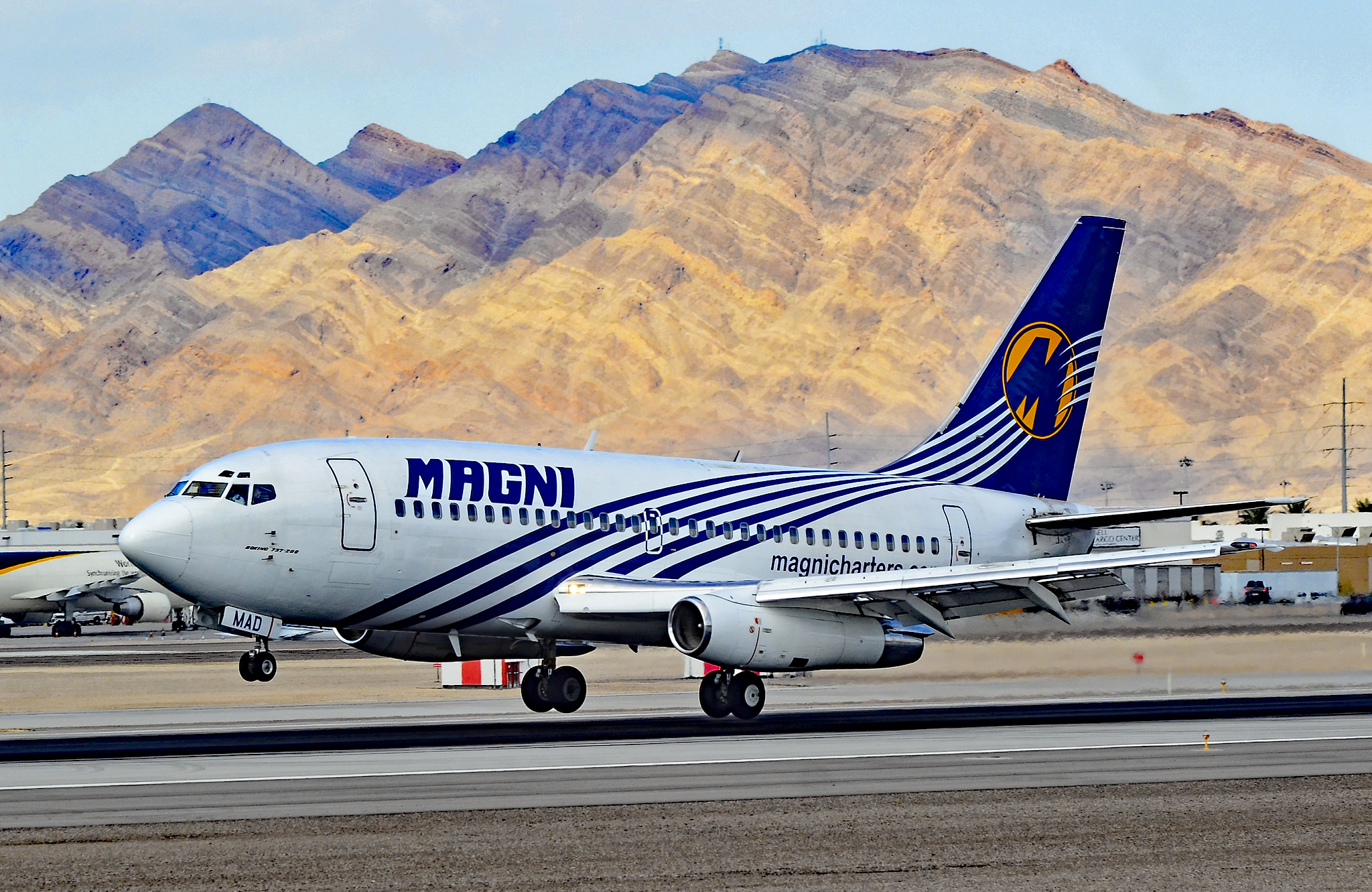
Un Boeing 737-277 Adv. de atterrissant Magnicharters à l'aéroport international McCarran.

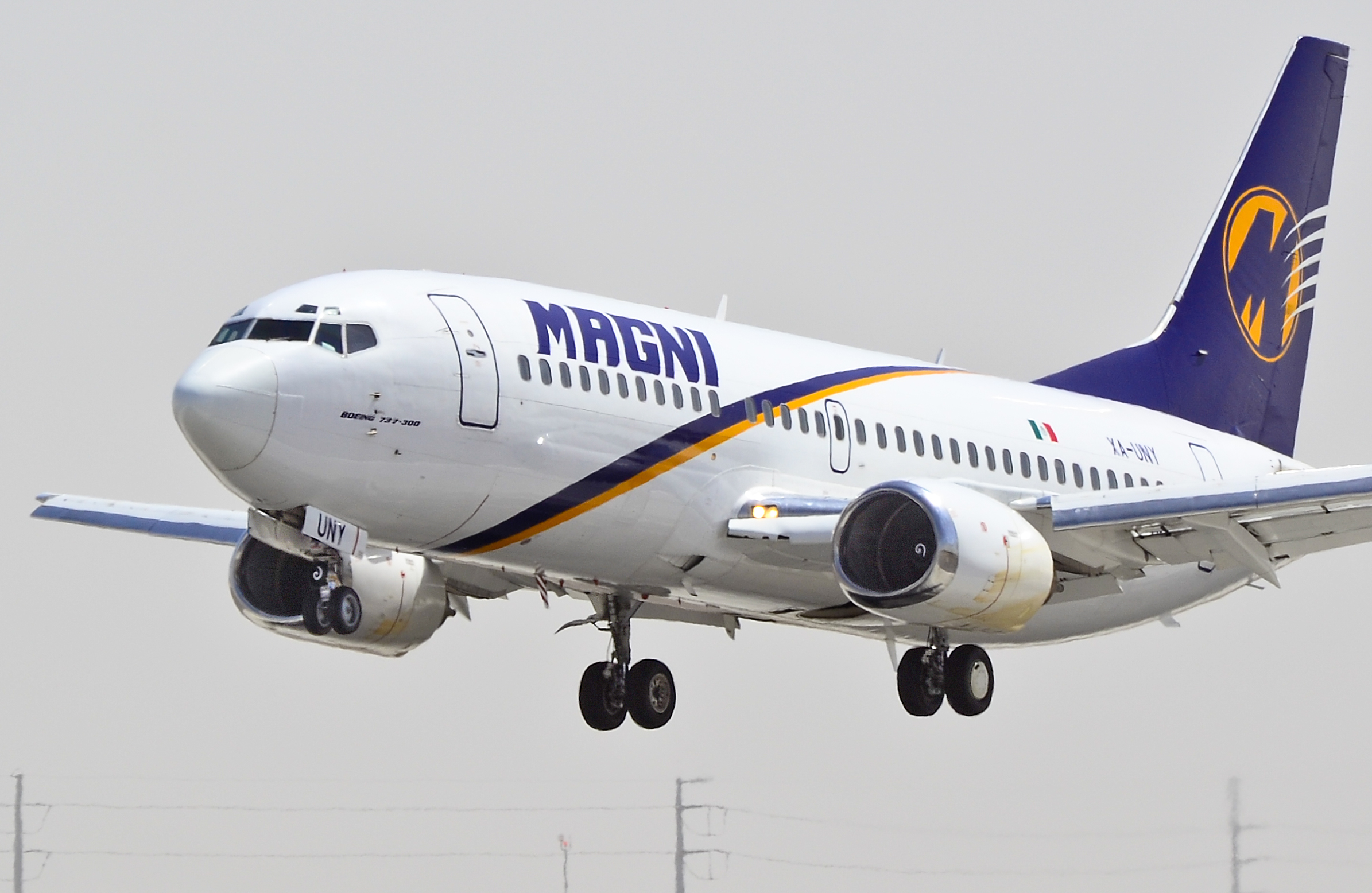
Magnicharters Boeing 737-322

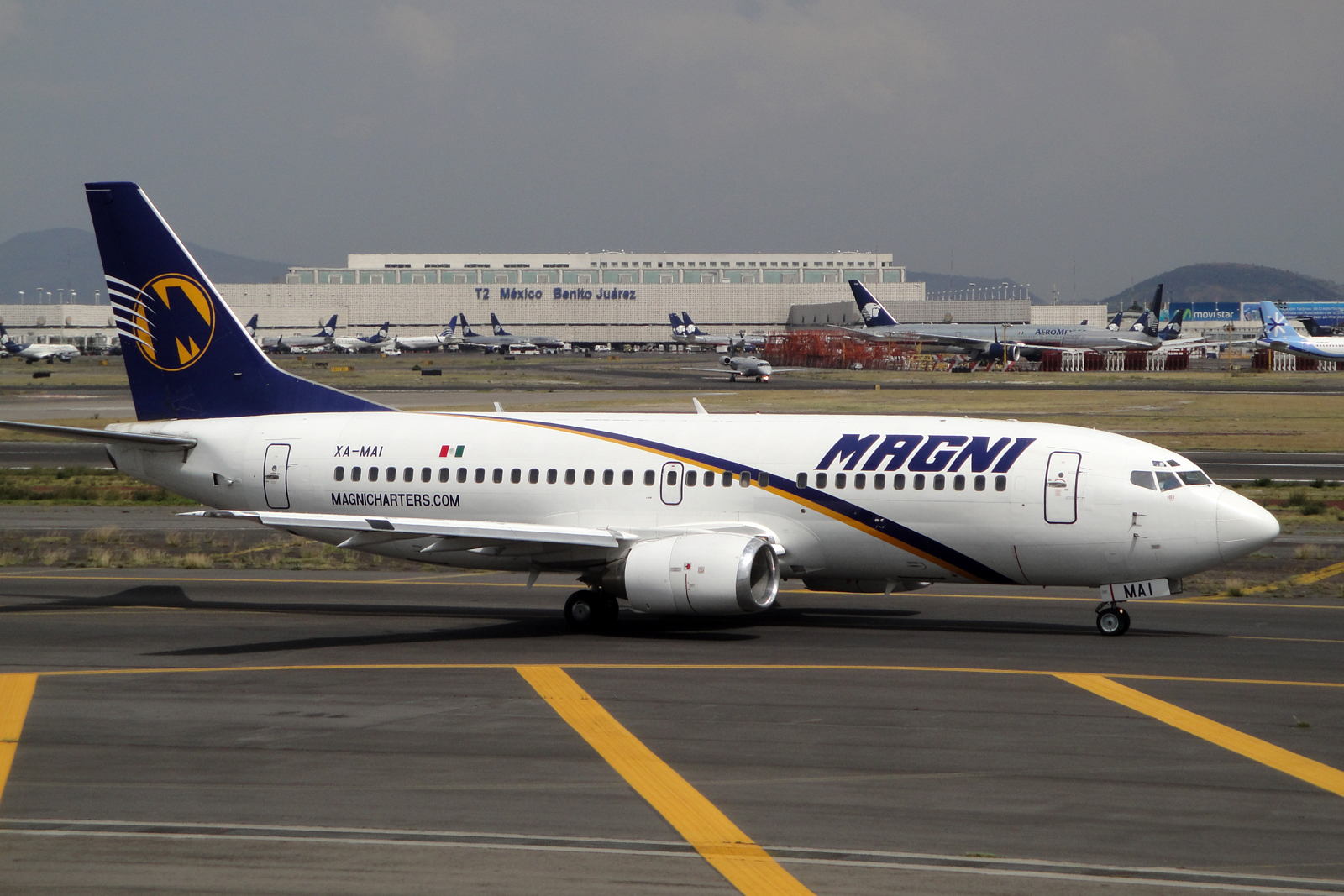
Magnicharters Boeing 737-322

## Flotte
La flotte de Magnicharters comprend les avions suivants (à compter d'avril 2019)
| Avion          | En service | Passagers | Notes               |
| -------------- | ---------- | --------- | ------------------- |
| Boeing 737-300 | 9          | 140       | 8 avec des winglets |
| Total          | 9          |           |                     |

La flotte de Magnicharters comprenait auparavant les avions suivants: 
- Boeing 737-100
- Boeing 737-200
- Boeing 727

## Accidents et incidents
- Le 14 septembre 2007 à 19 h 29, heure locale, le train d'atterrissage d'un Boeing 737-200 de Magnicharters ( immatriculé XA-MAC) s'est effondré à l'atterrissage à l'aéroport international de Guadalajara. L'avion avec 103 passagers et 6 membres d'équipage était à bord du vol 582 de Cancún. À la suite de l'accident, un moteur a été mis à feu, mais l'avion a été évacué à temps, de sorte qu'il n'y a eu aucun décès[10].
- Le 27 avril 2009, à environ 18 heures, heure locale, une autre défaillance du train d'atterrissage s'est produite avec un Boeing 737-200 de Magnicharters (immatriculé XA-MAF) effectuant un vol Cancún-Guadalajara, cette fois sous le nom de Vol 585. À l’approche de l’aéroport international de Guadalajara, le train d’atterrissage ne pouvant pas être complètement abaissé, les pilotes ont donc dû atterrir sur le ventre. Il n'y a eu aucune blessure grave parmi les 108 passagers et les 8 membres d'équipage à bord[11].
- En décembre 2014, un pilote de la compagnie aérienne a été licencié pour avoir laissé la chanteuse Esmeralda Ugalde s'asseoir à son siège et prendre possession du contrôle de l'avion lors d'un vol commercial. La chanteuse avait pris des photos et les avait publiées sur Twitter[12].
- En décembre 2014, PROFECO a suspendu l'activité commerciale de Magnicharters parce que la société n'avait pas annoncé ses prix au public[13].
- Le 26 novembre 2015, un autre problème de train d'atterrissage sur un Boeing 737-300 s'est produit et a provoqué la défaillance de la jambe principale gauche et le balancement de l'aéronef, mais sans blessure. Une photo intitulée "MEXICO AIRPORT FIRE DEPT" montre le bras gauche de l’engrenage principal déplacé vers l’arrière avec un carénage en racine d’aile brisé. Cela ne concerne pas un LG plié, mais un problème structurel.